# Коле Мангов
Коле Мангов (на македонска литературна норма: Коле Мангов) е поет и публицист от Република Македония.

## Биография
Роден е в 1940 година в леринското село Баница, Гърция (на гръцки Веви). Завършва Юридическия факултет на Скопския университет и работи в Апелативния съд в Скопие.
Член е на Дружеството на писателите на Македония от 1977 година.

## Творчество
- Гладострав (поезия, 1975)
- Вик (поезия, 1979)
- За македонските човекови права (публицистика, 1995)
- Во одбрана на македонскиот национален идентитет (публицистика, 1998)